# Vlasinsko jezero
Vlasinsko jezero je umjetno jezero na jugoistoku Srbije s površinom od 15 km² i dubinom do 35 m. U jezero svakog minuta pritiče dva kubika vode. Vlasina, Vrla, Jerma, Božička, Lisinska i Ljubotenska rijeka s njihovim pritocima (oko 110 ukupno) čine slijev jezera. 

## Zemljopis
Vlasinsko jezero se nalazi na području općine Surdulica. Jezero je okruženo planinama Gramada, Vardenik i Čemernik, a nalazi se na 1.213 m nadmorske visine. Izgradnja brane 50-ih godina prošlog stoljeća je na položaju nekadašnjeg blata Vlasine stvorila jezero. Tzv. plutajući otoci, koji nastaju pri dizanju vodostaja jezera su specifičnost Vlasinskog jezera. Otoci su od tresetišta, produkta stoljetnog raspadanja tresetne mahovine.
Na mjestu gdje se u prošlosti nalazilo tresetište, poznata kao Vlasinsko blato, sa ševarom, trskom i samo mjestimičnim vodenim površinama i isticala rijeka Vlasina, nastalo je današnje Vlasinsko jezero.

## Kulturni spomenici
Područje Vlasinskog jezera odlikuje se i značajnim kulturnim spomenicima i etnografskim vrijednostima, kao što su: 
- Manastir u Palji
- Crkva u Božici
- Crkva u Klisuri
- Crkva u Kolunici
- Klisura
- Crna trava
- Kula u Klisuri

Posebni kulturni spomenici u blizini jezera su manastir u Palji i crkve u Božici, Klisuri i Crnoj Travi kao i Kula u Klisuri.

## Vanjske poveznice
|  | Zajednički poslužitelj ima još gradiva o temi Vlasinsko jezero |

- Vlasinsko jezero Vodič kroz Srbiju
- Turizam u Srbiji - Vlasinsko jezero  Arhivirana inačica izvorne stranice od 12. studenoga 2009. (Wayback Machine)